# Division 1 för herrar 2022
La Division 1 för herrar 2022 è la 31ª edizione del campionato di football americano di secondo livello, organizzato dalla SAFF.
I Norrköping Panthers si sono ritirati, perdendo quindi tutti gli incontri 1-0 a tavolino.

## Squadre partecipanti
| Club                   | Città        | Stadio | Sponsor ufficiale | Risultato nella stagione 2021 |
| ---------------------- | ------------ | ------ | ----------------- | ----------------------------- |
| AIK                    | Solna        |        |                   |                               |
| Arlanda Jets           | Märsta       |        |                   |                               |
| Göteborg Marvels       | Göteborg     |        |                   |                               |
| Helsingborg Jaguars    | Helsingborg  |        |                   |                               |
| Karlskoga Wolves       | Lidköping    |        |                   |                               |
| Kristianstad Predators | Kristianstad |        |                   |                               |
| Limhamn Griffins       | Malmö        |        |                   |                               |
| Norrköping Panthers    | Norrköping   |        |                   |                               |
| Uppsala 86ers          | Uppsala      |        |                   |                               |
| Ystad Rockets          | Ystad        |        |                   |                               |

## Stagione regolare

### Calendario

#### 1ª giornata
| 15 aprile 2022 | Kristianstad Predators | 0 – 29 | Limhamn Griffins |  |

| Solna 16 aprile 2022, ore 13:00 | AIK | 22 – 0 referto | Arlanda Jets | Bergshamra IP (188 spett.) |

| Kviberg 16 aprile 2022, ore 15:00 | Göteborg Marvels | 38 – 0 referto | Helsingborg Jaguars | Plan 5 - Hybridplan |

#### 2ª giornata
| 23 aprile 2022 | Helsingborg Jaguars | 20 – 14 | Ystad Rockets |  |

| Kviberg 23 aprile 2022, ore 15:00 | Göteborg Marvels | 16 – 32 referto | Kristianstad Predators | Plan 5 |

| 24 aprile 2022, ore 13:00 | Arlanda Jets | 32 – 28 referto | Uppsala 86ers |  |

#### 3ª giornata
| 30 aprile 2022 | Limhamn Griffins | 35 – 0 | Helsingborg Jaguars |  |

| Ystad 30 aprile 2022, ore 15:00 | Ystad Rockets | 25 – 20 referto | Göteborg Marvels | Sandskogens IP |

| Uppsala 1º maggio 2022, ore 11:30 | Uppsala 86ers | 6 – 45 referto | AIK | Lötens IP (50 spett.) |

| 1º maggio 2022, ore 13:00 | Norrköping Panthers | 0 – 1 (a tavolino) referto | Arlanda Jets |  |

#### 4ª giornata
| Solna 7 maggio 2022, ore 12:00 | AIK | 1 – 0 (a tavolino) referto | Norrköping Panthers | Bergshamra IP (88 spett.) |

| 7 maggio 2022 | Uppsala 86ers | 0 – 39 | Karlskoga Wolves |  |

| Kviberg 7 maggio 2022, ore 13:00 | Göteborg Marvels | 20 – 9 referto | Limhamn Griffins | Plan 5 |

| 8 maggio 2022 | Ystad Rockets | 20 – 20 | Kristianstad Predators |  |

#### 5ª giornata
| 13 maggio 2022 | Kristianstad Predators | 49 – 6 | Helsingborg Jaguars |  |

| 14 maggio 2022, ore 14:00 | Arlanda Jets | 26 – 0 referto | Karlskoga Wolves |  |

| 14 maggio 2022 | Limhamn Griffins | 6 – 13 | Ystad Rockets |  |

| 15 maggio 2022 | Norrköping Panthers | 0 – 1 (a tavolino) | Uppsala 86ers |  |

#### 6ª giornata
| Helsingborg 21 maggio 2022, ore 13:00 | Helsingborg Jaguars | 6 – 42 referto | Göteborg Marvels | Norvalla IP 3 |

| Märsta 21 maggio 2022, ore 14:30 | Arlanda Jets | 14 – 8 referto | AIK | Midgårdsvallen |

| 21 maggio 2022 | Limhamn Griffins | 35 – 0 | Kristianstad Predators |  |

| 22 maggio 2022 | Norrköping Panthers | 0 – 1 (a tavolino) | Karlskoga Wolves |  |

#### Incontri rinviati
| Karlskoga 26 maggio 2022, ore 17:00 | Karlskoga Wolves | 19 – 8 referto | AIK | Nobelstadion (304 spett.) |

#### 7ª giornata
| 28 maggio 2022, ore 15:00 | Uppsala 86ers | 6 – 44 referto | Arlanda Jets |  |

| 28 maggio 2022 | Ystad Rockets | 27 – 0 | Helsingborg Jaguars |  |

| Kristianstad 28 maggio 2022, ore 15:00 | Kristianstad Predators | 21 – 29 referto | Göteborg Marvels | Kristianstad Fotbollsarena |

| Solna 29 maggio 2022, ore 17:00 | AIK | 21 – 9 referto | Karlskoga Wolves | Bergshamra IP (111 spett.) |

#### 8ª giornata
| Solna 4 giugno 2022, ore 13:00 | AIK | 52 – 0 referto | Uppsala 86ers | Bergshamra IP (175 spett.) |

| Kviberg 4 giugno 2022, ore 13:00 | Göteborg Marvels | 25 – 6 referto | Ystad Rockets | Plan 5 |

| 4 giugno 2022, ore 13:00 | Arlanda Jets | 1 – 0 (a tavolino) referto | Norrköping Panthers |  |

| 4 giugno 2022 | Helsingborg Jaguars | 8 – 37 | Limhamn Griffins |  |

| 4 giugno 2022 | Norrköping Panthers | 0 – 1 (a tavolino) | AIK |  |

| 4 giugno 2022 | Karlskoga Wolves | 1 – 0 (a tavolino) | Norrköping Panthers |  |

| 4 giugno 2022 | Uppsala 86ers | 1 – 0 (a tavolino) | Norrköping Panthers |  |

#### 9ª giornata
| 11 giugno 2022 | Kristianstad Predators | 0 – 13 | Ystad Rockets |  |

| 12 giugno 2022 | Karlskoga Wolves | 12 – 0 | Uppsala 86ers |  |

| Malmö 12 giugno 2022, ore 13:00 | Limhamn Griffins | 31 – 6 referto | Göteborg Marvels | Hästhagens IP |

#### 10ª giornata
| 18 giugno 2022 | Ystad Rockets | 22 – 22 | Limhamn Griffins |  |

| 19 giugno 2022, ore 13:00 | Karlskoga Wolves | 22 – 48 referto | Arlanda Jets |  |

| 19 giugno 2022 | Helsingborg Jaguars | 19 – 62 | Kristianstad Predators |  |

### Classifiche
Le classifiche della regular season sono le seguenti:
- PCT = percentuale di vittorie, G = partite giocate, V = partite vinte, P = partite perse, PF = punti fatti, PS = punti subiti

#### Norra
| Pos. | Squadra             | PCT  | G | V | N | P | PF  | PS  |
| ---- | ------------------- | ---- | - | - | - | - | --- | --- |
| 1    | Arlanda Jets        | .875 | 8 | 7 | 0 | 1 | 166 | 86  |
| 2    | AIK                 | .750 | 8 | 6 | 0 | 2 | 158 | 48  |
| 3    | Karlskoga Wolves    | .625 | 8 | 5 | 0 | 3 | 103 | 103 |
| 4    | Uppsala 86ers       | .250 | 8 | 2 | 0 | 6 | 42  | 224 |
| -    | Norrköping Panthers | .000 | 8 | 0 | 0 | 8 | 0   | 8   |

#### Södra
| Pos. | Squadra                | PCT  | G | V | N | P | PF  | PS  |
| ---- | ---------------------- | ---- | - | - | - | - | --- | --- |
| 1    | Limhamn Griffins       | .688 | 8 | 5 | 1 | 2 | 204 | 69  |
| 2    | Göteborg Marvels       | .625 | 8 | 5 | 0 | 3 | 196 | 130 |
| 3    | Ystad Rockets          | .625 | 8 | 4 | 2 | 2 | 140 | 113 |
| 4    | Kristianstad Predators | .438 | 8 | 3 | 1 | 4 | 184 | 167 |
| 5    | Helsingborg Jaguars    | .125 | 8 | 1 | 0 | 7 | 59  | 304 |

## Finali
| Malmö 2 luglio 2022, ore 14:00 | Limhamn Griffins | 27 – 21 (d.t.s.) | AIK | Hästhagens IP (200 spett.) |

| Märsta 3 luglio 2022, ore 13:00 | Arlanda Jets | 18 – 16 referto | Göteborg Marvels | Midgårdsvallen |

## Verdetti
- Arlanda Jets e  Limhamn Griffins Campioni della Division 1 2022